# Udala
Udala è una città dell'India di 11 712 abitanti, situata nel distretto di Mayurbhanj, nello stato federato dell'Orissa. In base al numero di abitanti la città rientra nella classe IV (da 10 000 a 19 999 persone).

## Geografia fisica
La città è situata a 21° 34' 27 N e 86° 33' 54 E e ha un'altitudine di 56 m s.l.m..

## Società

### Evoluzione demografica
Al censimento del 2001 la popolazione di Udala assommava a 11 712 persone, delle quali 6 093 maschi e 5 619 femmine. I bambini di età inferiore o uguale ai sei anni assommavano a 1 314, dei quali 671 maschi e 643 femmine. Infine, coloro che erano in grado di saper almeno leggere e scrivere erano 8 683, dei quali 4 830 maschi e 3 853 femmine.